# La Toya Jackson
La Toya Yvonne Jackson (Gary, 29 maggio 1956) è una cantautrice, ballerina ed ex modella statunitense.
Quintogenita della famiglia Jackson e seconda di tre sorelle, iniziò la sua carriera negli anni Settanta assieme ai fratelli e sorelle nel varietà per la famiglia The Jacksons, andato in onda tra il 1976 e il 1977 sulla CBS.
In seguito intraprese una carriera da cantante solista e ottenne successo negli anni Ottanta, Novanta, Duemila e Duemiladieci con varie etichette discografiche, tra le quali Polydor, Epic e RCA.

## Biografia
La Toya Jackson nacque il giorno del sesto compleanno della sorella Rebbie, il 29 maggio 1956, a Gary, Indiana, quinta dei nove figli di Joseph e Katherine Jackson, nonché figlia femmina di mezzo, tra Rebbie e Janet. Da giovanissima, insieme a sua madre, devota testimone di Geova, e ai suoi fratelli, iniziò a fare proselitismo religioso.
Nel 1972, all'età di sedici anni, si unì ai fratelli con un numero di tip tap in un varietà organizzato dal padre, principalmente a Las Vegas, ma anche in altre città.
La Toya frequentò la Cal-Prep School di Encino, California, e si diplomò nel 1974. Aspirava a diventare un avvocato specializzato in diritto commerciale e per questo per un breve periodo frequentò anche l'università, ma poi suo padre la convinse a intraprendere una carriera nel mondo dello spettacolo come il resto della famiglia.

## Carriera

### 1976-1979 - Esordi

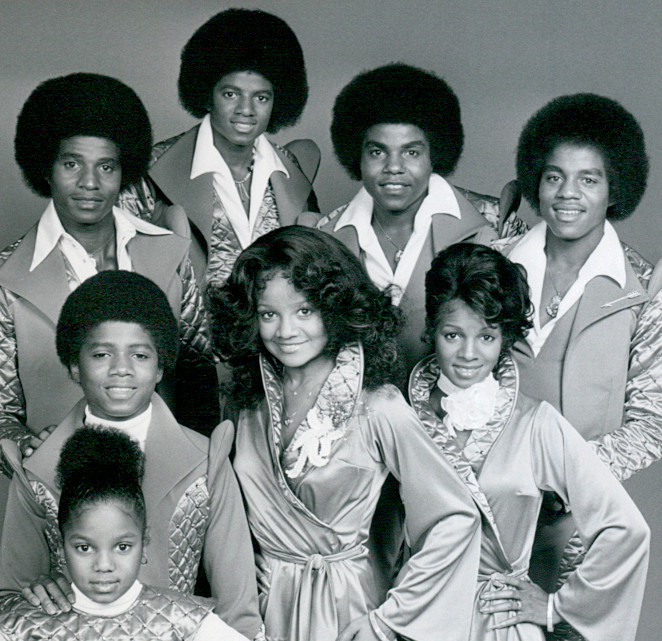
La Toya (al centro) ritratta assieme ai suoi fratelli e sorelle nel 1977 a Las Vegas

Tra il 1976 e il 1977 La Toya e le sorelle apparvero in tutti e dodici gli episodi di The Jacksons, un varietà nel quale le tre ballavano, cantavano e suonavano con i fratelli Jackie, Tito, Marlon, Michael e Randy (Jermaine era l'unico non presente non essendo passato alla Epic/CBS Records quando i fratelli avevano lasciato la Motown).
Nel 1978 si trasferì a New York insieme a Rebbie, con la quale condivise l'appartamento, per la prima volta senza la presenza di adulti. In questo periodo frequentò il fratello di Diana Ross Chico, il giovane David Gest e Bobby DeBarge e fu l'ispirazione per il successo della band Switch del 1979 I Call Your Name.
Sotto la tutela del padre Joe Jackson, Rebbie, La Toya e Janet formarono un gruppo musicale di breve durata. Non si esibirono mai dal vivo e si separarono presto a causa di «differenze creative» sulla futura direzione del complesso.
Di conseguenza nessun materiale relativo al trio fu mai pubblicato. L'anno seguente La Toya iniziò a lavorare sul suo primo album da solista.

### 1980-1983 - Inizio carriera solista
Nel 1980 pubblicò il suo primo album, La Toya Jackson. Per distinguersi dai già celebri fratelli La Toya desiderava che sull'album comparisse solo il suo nome: «Ho pregato tanto che fosse 'La Toya' ma mio padre mi disse: 'È il tuo cognome. Devi usarlo.' Ma volevo vedere cosa avrei potuto fare da sola.» Il primo singolo, If You Feel the Funk, fu un modesto successo entrando nelle prime quaranta posizioni delle classifiche rhythm & blues statunitensi.
Il suo secondo singolo fu invece Night Time Lover, che venne prodotto dal fratello minore Michael, che la scrisse insieme a La Toya e fu presente anche nei cori (in cambio lei fornì l'urlo in apertura alla canzone This Place Hotel dei fratelli Jacksons e partecipò ai cori del brano Pretty Young Thing di Michael). Il disco raggiunse la 116ª posizione nella classifica generale di Billboard, la 26º in quella rhythm and blues e la 178º in quella britannica. Nel 1981 uscì il suo secondo album, My Special Love, dal quale estrasse i due singoli Stay the Night e I Don't Want You to Go. Nel 1983 comparve nel videoclip della canzone Say Say Say, duetto di Paul McCartney e suo fratello Michael.

### 1984-1987 -Heart Don't Liee successo internazionale
Il 1984 fu l'anno del disco Heart Don't Lie, acclamato dalla critica, che, grazie al singolo omonimo, risultò essere il suo più grande successo. Il singolo Heart Don't Lie conquistò la 56ª posizione della classifica generale di Billboard. Dall'album furono estratti anche Bet'cha Gonna Need My Lovin', la cover di Prince Hot Potato e Private Joy. Per questo disco la cantante aveva anche scritto il brano Reggae Nights con Amir Bayyan, ma infine fu scartato e ceduto a Jimmy Cliff, che ne fece un successo, soprattutto in Francia, e fu nominato per un Grammy Award. Cliff commissionò alla Jackson altre due canzoni: Brown Eyes e American Sweet.
Lo stesso anno la popstar capitalizzò la sua crescente popolarità autorizzando l'uso del suo nome per una linea di moda, la "David Laurenz per La Toya". Il contratto triennale prevedeva che la Jackson indossasse esclusivamente gli abiti di David Laurenz per le sue apparizioni in pubblico. Comparve anche negli spot pubblicitari in TV e sulla carta stampata delle fotocamere Nikon e l'anno successivo fu testimonial dell'azienda di cosmetici Mahogany Image, che per l'occasione lanciò un nuovo profumo chiamandolo "La Toya".
Nel 1985 si esibì al Lincoln Memorial insieme ai Beach Boys e a Julio Iglesias; poi partecipò come corista all'incisione della canzone a scopo di beneficenza We Are the World, scritta da suo fratello Michael e da Lionel Richie e alla realizzazione del relativo video: un appello per combattere la fame in Etiopia; infine prese parte al video musicale contro la droga Stop the Madness e lanciò il singolo Baby Sister, per il quale fu premiata con un "Premio alla canzone notevole" alla sedicesima edizione del World Popular Song Festival, in Giappone. Baby Sister fu inclusa nel 1986 nell'album Imagination, poco prima che la sua etichetta, la Private-I, dichiarasse il fallimento, cosicché il disco ricevette una scarsa promozione. Poi la cantante incise due duetti: Oops, Oh No! con Cerrone e Yes, I'm Ready con Jed.
Nel 1987 Jackson partecipò come ospite speciale al concerto DISPA (Disco Party) di Minako Honda con la canzone Funkytown. Lo stesso anno recitò nel videoclip di The Way You Make Me Feel del fratello Michael.

### 1988-1991 - AlbumLaToya,Bad GirleNo Relationse servizi fotografici perPlayboy
Nel 1987 Jack Gordon era stato assunto dal padre di La Toya, Joseph, per collaborare con lui come manager. In seguito Gordon divenne manager esclusivo della cantante. Sotto la sua gestione l'immagine pubblica di La Toya si fece progressivamente più sexy, tantoché l'anno successivo la madre Katherine scrisse nella sua autobiografia My Family, The Jacksons del 1988 di essere rimasta sconvolta dalle movenze provocanti della figlia, attribuendo la colpa a Gordon che, secondo lei, stava allontanando la cantante dalla famiglia. Fu in questo periodo che La Toya fu anche espulsa dai testimoni di Geova.
Verso la fine del 1988 vide la luce il suo quinto album in studio, LaToya, dal quale furono estratti i singoli You're Gonna Get Rocked! e (Ain't Nobody Loves You) like I Do. Il disco contiene anche un brano intitolato Just Say No, scritto per promuovere una campagna antidroga dell'amministrazione Reagan. Quattro tracce furono prodotte dai Full Force e tre dal team Stock, Aitken & Waterman. Fu il primo disco uscito dal cambio di management.
Nel marzo 1989 posò in topless per la rivista Playboy: «Voglio dimostrare ai miei genitori che non possono impormi cosa fare, io ho il controllo della mia vita.» Le foto furono uno dei maggiori successi nella storia del periodico e trasformarono la popstar in un sex symbol. Con oltre otto milioni di copie, in quell'anno Playboy divenne la rivista più venduta.
Nello stesso anno uscì il suo sesto album, Bad Girl, e iniziò la sua prima tournée mondiale. Il 5 settembre tenne il concerto Sizzling Spectacular al Bally's Theatre a Reno, Nevada, con Edgar Winter come ospite speciale. Infine sposò il suo manager.
Nel 1990 La Toya partecipò al Festival di Sanremo cantando You and Me, versione in lingua inglese di Verso l'ignoto... di Marcella e Gianni Bella. You and Me entrò nelle classifiche italiane arrivando al 28º posto. Nello stesso anno firmò un contratto con la casa discografica BCM Records e pubblicò il singolo Why Don't You Want My Love?. Con la BCM la cantante incise altro materiale ma l'etichetta a breve fallì e il progetto andò a monte. La Jackson allora passò alla Dino Records e l'anno dopo riuscì a pubblicare l'album No Relations, un disco con forti influenze funk e house dal quale, tra gli altri, fu estratto il singolo Sexbox, che entrò nelle prime 25 posizioni della classifica dei Paesi Bassi.
Nel novembre 1991 posò ancora per Playboy per promuovere la sua autobiografia Growing Up in the Jackson Family nella quale, tra le varie cose, accusava il padre di avere abusato sessualmente di lei quando era più giovane.

### 1992-1995 - MusicalFormidable, albumFrom Nashville to YoueStop in the Name of Love
Nel 1992 firmò un contratto con il Moulin Rouge di Parigi per recitare come protagonista nel musical Formidable tenendo due spettacoli a notte per sei notti a settimana. La Toya Jackson fu la prima donna nella storia del cabaret a guadagnare la somma di cinque milioni di dollari.
Nonostante il tutto esaurito quasi ogni sera, la popstar rescisse il contratto di un anno a metà del percorso, venendo obbligata a risarcire 550.000 dollari al locale notturno in danni.
Nel mese di ottobre, mentre stava registrando una tappa dell'Exotic Club Tour a Minneapolis, La Toya si avvicinò alla sorella minore Janet, in città per registrare l'album janet., per chiederle di aiutarla a scappare dal marito violento, ma Janet accusò La Toya di star registrando la loro conversazione.
Nel 1993 la Jackson, in seguito alle accuse di abusi sessuali ai danni di un ragazzo di 13 anni ricevute dal fratello Michael, rilasciò diverse dichiarazioni pubbliche contro il cantante (anni dopo sostenne di esservi stata obbligata dal marito) e poi tornò ad accusare il padre Joe di avere abusato di lei da piccola. Nella sua casa di New York, il marito la picchiò violentemente e fu arrestato, anche se presto rilasciato.
Sotto la gestione di Gordon la carriera della Jackson iniziò un declino, probabilmente a causa dell'oscura agenda di impegni di lui, come quello di portavoce del Psychic Friends Network, e di una continua ricerca di attenzione da parte del pubblico attraverso il sensazionalismo, che portarono i media a dipingere la popstar come la pecora nera della famiglia. Verso la metà degli anni Novanta le finanze della cantante erano ormai in pessime condizioni, tantoché fu obbligata a dichiarare bancarotta per respingere le richieste di risarcimento da parte del Moulin Rouge. Entro fine anno la Jackson tenne un concerto al Festival internazionale della canzone di Sopot, in Polonia e pubblicò Step-Up Workout, un video di esercizi di aerobica.
All'inizio del 1994 collaborò nuovamente con Playboy, questa volta girando un video, Playboy Celebrity Centerfold: La Toya Jackson, uno dei primi della serie Celebrity Centerfold ad essere realizzati. Vendette circa 50.000 copie.
Seguirono l'album di musica country From Nashville to You e la raccolta di successi della Motown Stop in the Name of Love nella quale, fra i vari brani, reinterpretò I'll Be There dei Jackson 5. L'ultimo singolo del decennio della Jackson fu Don't Break My Heart.

### 1996-2003 - Divorzio e ritiro dalle scene
Nel 1996, accortasi che il marito e manager stava progettando per lei una parte in un film pornografico, La Toya decise che ormai ne aveva avuto abbastanza. Telefonò al fratello Randy, che volò a New York per aiutarla a scappare approfittando di una momentanea assenza di Gordon.
Solo qualche giorno dopo la cantante presentò istanza di divorzio citando il marito in giudizio civile per gli anni di violenze subite.
A seguito di ciò la cantante rimase chiusa in casa per i primi sei mesi, temendo di venire cercata e nuovamente aggredita dall'ex coniuge. Poi riallacciò i rapporti con la famiglia e tornò a vivere a Hayvenhurst.
Superato un periodo di crisi, tornò ad esibirsi occasionalmente in Europa e in Sud America, mossa soprattutto dalla necessità di pagare gli enormi debiti a nome suo lasciati da Gordon.

### 2004-2009 - Ritorno alla musica, reality show e morte del fratello Michael
Nel 2004 la Jackson pubblicò il suo primo progetto musicale in sei anni, il singolo Just Wanna Dance, presentato con lo pseudonimo di "Toy" per evitare pregiudizi legati al suo nome e al suo passato. La strategia funzionò e la canzone conquistò la 13ª posizione nella classifica dance di Billboard. A fine anno uscì un secondo singolo, Free the World, ispirato agli attentati dell'11 settembre, che riscosse un successo simile. L'etichetta della cantante di allora, la Ja-Tail Records, aveva trovato un accordo per la distribuzione con la Universal Music Group, ma la pubblicazione dell'album che avrebbe dovuto fare seguito ai due singoli, intitolato momentaneamente Startin' Over, fu ripetutamente procrastinata.
Nel 2005 il suo ex marito Gordon morì e la cantante, sentendosi più libera di parlare, ritirò le dichiarazioni sulla pedofilia e gli abusi sessuali del fratello Michael.
Un anno dopo La Toya fu la testimonial negli Stati Uniti della bevanda australiana al malto Star Ice.
Il 10 gennaio 2007, insieme ad altre celebrità, debuttò intanto nel reality show Armed & Famous sull'emittente CBS. Il reality documentava la formazione e il servizio come poliziotto della riserva con il reparto di polizia della cittadina di Muncie, Indiana, Stati Uniti. Lo spettacolo fu però soppresso per la forte competizione di un analogo programma concorrente, American Idol. Il canale VH1 mandò in onda gli episodi rimanenti in un secondo tempo. Durante una puntata si scoprì la fobia della cantante per i gatti, perché in un'occasione urlò terrorizzata alla loro vista e si rifugiò dentro ad una macchina della polizia. Questa paura, spiegò poi, era causata da un trauma vissuto durante l'infanzia, quando un gatto la attaccò e la ferì. Disse di essersi sottoposta per questo motivo anche ad una terapia psicologica.
Il 29 gennaio 2007 uscì un singolo promozionale, I Don't Play That, legato al reality, ma questo non ebbe lo stesso successo dei precedenti a causa dell'annullamento dello spettacolo.

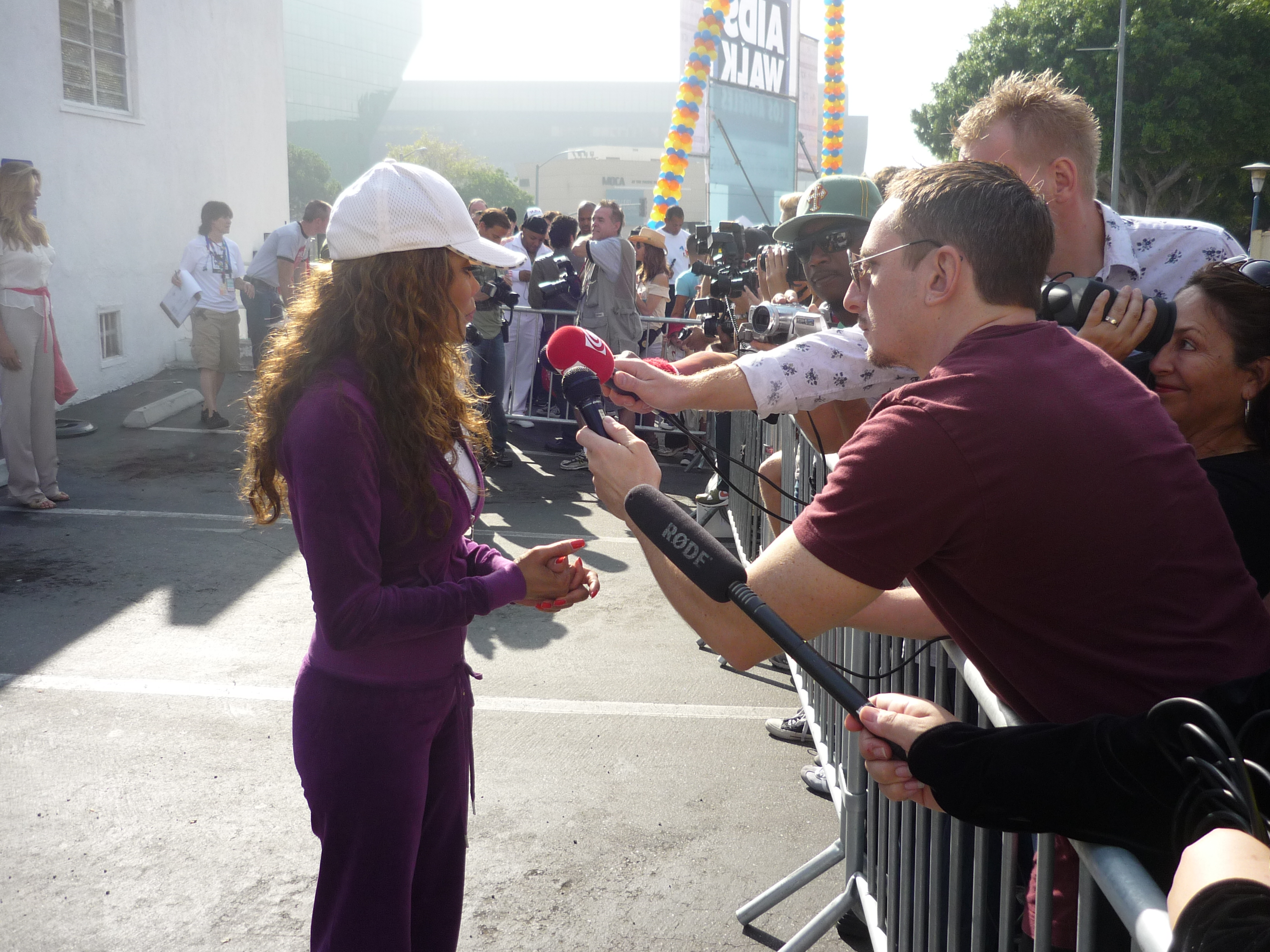
La Toya Jackson il 18 ottobre 2009 a una manifestazione per la lotta all'AIDS a Los Angeles

Nel gennaio 2009 partecipò alla sesta edizione del reality show Celebrity Big Brother alla tv britannica, secondo membro della famiglia Jackson dopo il fratello Jermaine due anni prima. La Jackson fu il quarto concorrente eliminato.
Un quarto singolo, in programma per l'estate, fu messo in attesa a causa della morte improvvisa del fratello minore Michael. La Toya fu uno dei familiari presenti all'UCLA Medical Center il 25 giugno, dopo che Michael venne dichiarato morto per arresto cardiaco. La cantante richiese di effettuare una seconda autopsia dopo aver notato la presenza di attrezzature mediche sospette in casa di lui, comportamenti elusivi da parte dei medici, e che erano stati trafugati due milioni di dollari in contanti e diversi gioielli. Il 13 luglio rilasciò un'intervista al News of the World e al Daily Mail in cui dichiarò che, secondo lei, si era trattato di un assassinio. Qualche settimana dopo il medico legale della contea di Los Angeles dichiarò la morte di Michael Jackson omicidio colposo. Il 28 luglio 2009, visto quanto accaduto, si preferì far uscire come nuovo singolo Home, dedicato alla memoria del cantante deceduto, e di devolvere i proventi all'organizzazione di beneficenza AIDS Project Los Angeles, una delle preferite da lui.

### 2010-presente -Starting Overe televisione

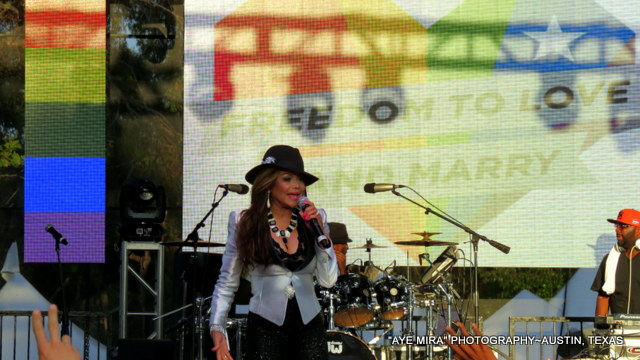
La Toya sul palco nel 2013 al San Diego Pride Festival

Nel 2010 La Toya Jackson lanciò una crema per le mani chiamata Dream Cream per l'azienda di cosmetici tedesca Alessandro International e nominò Teddy Riley capo della divisione musicale della Ja-Tail Records.
Lo stesso anno si esibì in Earth Song sul palco dei Muz-TV Awards in Russia per rendere omaggio al fratello Michael, la cui immagine venne proiettata sul palco tramite un ologramma.
Da marzo a maggio 2011 partecipò al programma della NBC Celebrity Apprentice, raccogliendo 65.000 dollari e devolvendoli all'AIDS Project di Los Angeles. Lo stesso anno pubblicò il suo ultimo travagliato lavoro discografico sotto il titolo Starting Over che, essendo stato bruscamente interrotto e rimasto solo un abbozzo di album, uscì sotto forma di EP contenente le uniche sei tracce finite, lo stesso giorno pubblicò una nuova autobiografia dello stesso nome. L'8 ottobre 2011 partecipò al concerto tributo principale per suo fratello Michael, chiamato Michael Forever, che si tenne al Millennium Stadium a Cardiff, dove si esibì in un medley coi successi del fratello In the Closet, They Don't Care About Us e Jam.

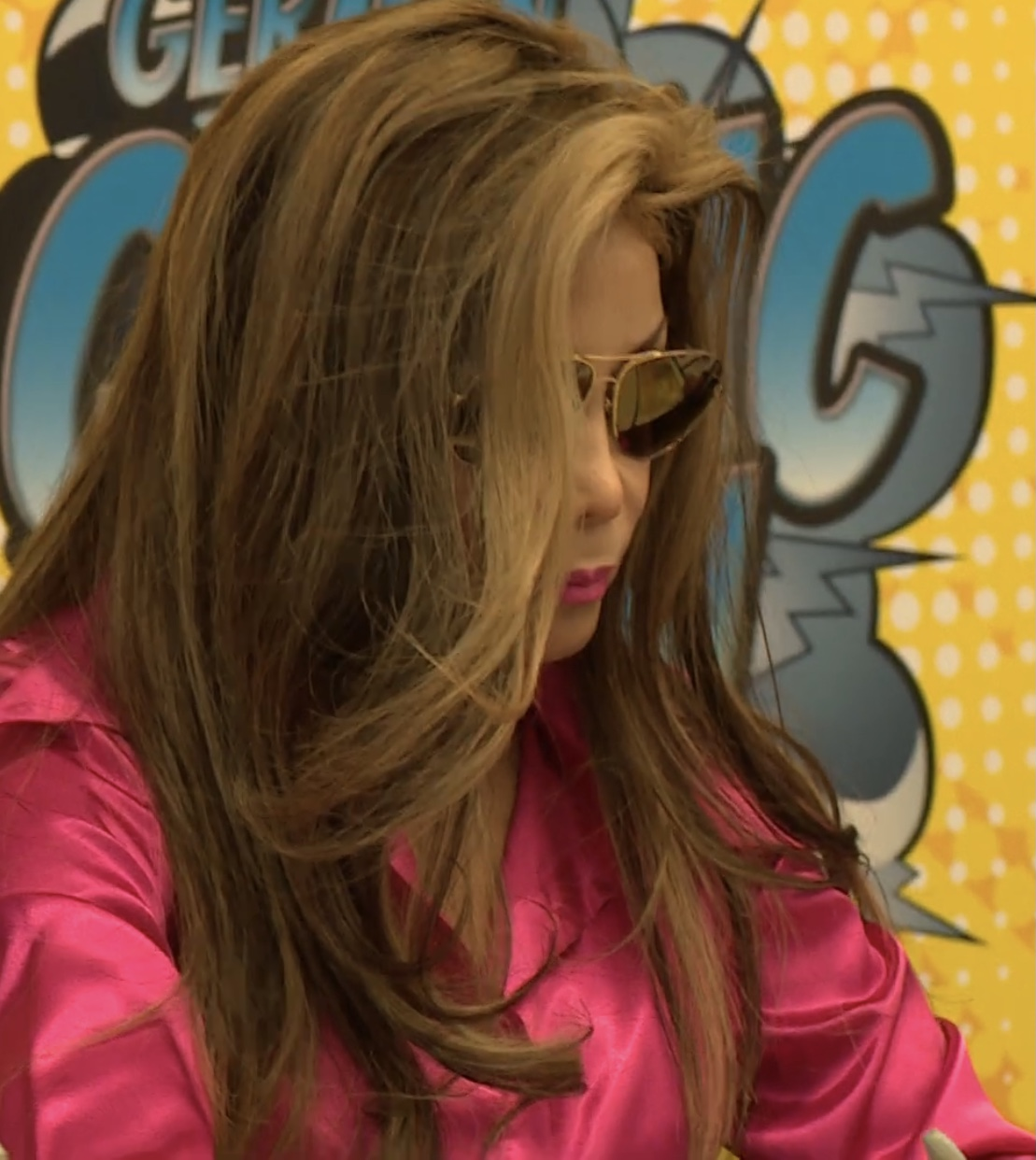
La Toya Jackson nel 2018 in Germania al German Comic Con

Successivamente si dedicò alla TV comparendo come giudice ospite in due episodi della terza stagione del RuPaul Drag Race, alla 17ª stagione di America's Next Top Model e, come protagonista, al reality show di Oprah Winfrey Life with La Toya nel 2013. Nel 2016 ha collaborato con la pop star iraniana-americana Andy al singolo Tehran dove canta in persiano. Il 24 maggio 2018 ha partecipato al programma televisivo spagnolo El hormiguero per sponsorizzare il musical Forever, uno spettacolo in onore del fratello, Michael. Nel 2018, la Jackson ha partecipato alla versione VIP del reality Worst Cooks in America di Food Network, arrivando in finale e vincendo la stagione. Nel febbraio 2019, Jackson si è esibita camuffata come "l'alieno" nel reality della FOX The Masked Singer.

## Vita personale

### Matrimonio
Nel 1987 il padre di La Toya Jackson, Joseph, che all'epoca era anche il suo manager, assunse Jack Gordon per affiancarlo nella gestione della carriera di La Toya. Molto presto Gordon rimpiazzò del tutto Joseph Jackson e nel 1989 sposò la cantante. Sotto la sua amministrazione l'immagine della Jackson divenne sempre più sessualmente esplicita e provocante, suscitando la disapprovazione di diversi membri della famiglia, soprattutto della madre Katherine, che ne parlò nella sua autobiografia My Family, The Jacksons. Questo incluse posare in tre occasioni diverse per la rivista Playboy (due servizi fotografici e un video).
Allo stesso tempo la popstar si allontanò dalla famiglia stabilendosi a New York e fu anche espulsa dai testimoni di Geova. Secondo i familiari, Gordon stava cercando di allontanarla da loro per prenderne interamente controllo lui.
Secondo Gordon, invece, era la famiglia Jackson che stava perseguitando La Toya e il suo matrimonio con lei sarebbe servito ad affrancarla da loro e a proteggerla.
Sei mesi dopo il matrimonio la Jackson fu vista in giro per Roma con un occhio nero. Gordon disse che La Toya era stata aggredita da alcuni ladri penetrati nella loro stanza d'albergo
Lo stesso anno la cantante pubblicò un'autobiografia nella quale, tra le altre cose, accusava il padre di avere abusato sessualmente di lei quando era piccola.
Nel 1993, in una conferenza stampa a Tel Aviv, Jackson dichiarò di credere alle accuse di abusi sessuali su minori che erano appena state formulate nei confronti di suo fratello Michael.
Nel 1996 La Toya si rese conto che Gordon stava programmando una sua partecipazione ad una pellicola pornografica e decise di scappare dal marito con la complicità del fratello minore Randy. Pochi giorni dopo chiese il divorzio a Las Vegas, denunciando inoltre Gordon perché questi avrebbe esercitato violenze fisiche nei suoi confronti per anni (il divorzio fu finalizzato nel 1997).
Dopo il divorzio, La Toya si riconciliò con la famiglia e ritirò le accuse nei confronti del fratello Michael, sostenendo di esservi stata obbligata sotto minacce dall'ex marito.

### Fratelli
In ordine di nascita:
1. Rebbie Jackson (29 maggio 1950), cantante solista e attrice
2. Jackie Jackson (4 maggio 1951), membro dei Jackson 5/Jacksons e cantante solista
3. Tito Jackson (15 ottobre 1953-15 settembre 2024), membro dei Jackson 5/Jacksons e cantante solista
4. Jermaine Jackson (11 dicembre 1954), membro dei Jackson 5/Jacksons e cantante solista
5. Marlon Jackson (12 marzo 1957), membro dei Jackson 5/Jacksons e cantante solista
6. Brandon Jackson (12 marzo 1957-12 marzo 1957), gemello di Marlon, morto poche ore dopo il parto
7. Michael Jackson (29 agosto 1958-25 giugno 2009), membro dei Jackson 5/Jacksons e cantante solista
8. Randy Jackson (29 ottobre 1961), ex membro dei Jacksons, ex membro dei Randy & the Gypsys e cantante solista
9. Janet Jackson (16 maggio 1966), cantante solista e attrice
10. Joh'Vonnie Jackson (30 agosto 1974), sorellastra, figlia di secondo letto del padre

## Discografia

### Album
| La Toya Jackson                                                            | - Pubblicazione: 1980 - Etichetta: Polydor Records - Formati: LP, CD | 116 | 26 |
| My Special Love                                                            | - Pubblicazione: 1981 - Etichetta: Polydor - Formati: LP, CD, MC     | 175 | —  |
| Heart Don't Lie                                                            | - Pubblicazione: 1984 - Etichetta: CBS - Formati: LP, CD, MC         | 149 | —  |
| Imagination                                                                | - Pubblicazione: 1986 - Etichetta:: CBS - Formati: LP, CD, MC        | —   | —  |
| LaToya                                                                     | - Pubblicazione: 1988 - Etichetta: RCA Records - Formati: LP, CD, MC | —   | —  |
| Bad Girl                                                                   | - Pubblicazione: 1990 - Etichetta: Sherman - Formati: CD, MC         | —   | —  |
| No Relations                                                               | - Pubblicazione: 1991 - Etichetta: Pump - Formati: LP, CD, MC        | —   | —  |
| From Nashville to You                                                      | - Pubblicazione: 1994 - Etichetta: Mar-Gor - Formati: CD, MC         | —   | —  |
| Stop in the Name of Love                                                   | - Pubblicazione: 1995 - Etichetta: CMC International - Formati: CD   | —   | —  |
| "—" denota album non pubblicati in quel paese o non entrati in classifica. |                                                                      |     |    |

### Album EP
| Titolo        | Dati album                                                                                |
| ------------- | ----------------------------------------------------------------------------------------- |
| Starting Over | - Pubblicazione: 21 giugno 2011 - Etichetta: Bungalo Records - Formati: Download digitale |

### Colonne sonore
| Titolo     | Dati album                                                |
| ---------- | --------------------------------------------------------- |
| Formidable | - Pubblicazione: 1992 - Etichetta: PierJenn - Formati: CD |

### Singoli
| If You Feel the Funk                                                         | 1980 | 101 | 17 | 40 | —  | 13 | —  | —  | La Toya Jackson          |
| Night Time Lover                                                             | 1980 | —   | —  | 59 | —  | —  | —  | —  | La Toya Jackson          |
| Stay the Night                                                               | 1981 | —   | —  | 31 | —  | —  | —  | —  | My Special Love          |
| I Don't Want You to Go                                                       | 1981 | —   | —  | —  | —  | —  | —  | —  | My Special Love          |
| Bet'cha Gonna Need My Lovin'                                                 | 1983 | —   | 55 | 25 | —  | —  | —  | —  | Heart Don't Lie          |
| Heart Don't Lie                                                              | 1984 | 56  | —  | 30 | —  | —  | —  | —  | Heart Don't Lie          |
| Hot Potato                                                                   | 1984 | 100 | 38 | 43 | —  | —  | —  | 92 | Heart Don't Lie          |
| Private Joy                                                                  | 1984 | —   | —  | —  | —  | —  | —  | —  | Heart Don't Lie          |
| Baby Sister                                                                  | 1985 | —   | —  | —  | —  | —  | —  | —  | Imagination              |
| He's a Pretender                                                             | 1986 | —   | —  | 76 | —  | —  | —  | —  | Imagination              |
| Imagination                                                                  | 1986 | —   | —  | —  | —  | —  | —  | —  | Imagination              |
| Oops, Oh No! (with Cerrone)                                                  | 1986 | —   | —  | 89 | —  | —  | —  | —  | N.D.                     |
| (Ain't Nobody Loves You) like I Do                                           | 1987 | —   | —  | —  | —  | —  | —  | —  | LaToya                   |
| (Tell Me) She Means Nothing to You at All                                    | 1988 | —   | —  | —  | —  | —  | —  | —  | LaToya                   |
| You're Gonna Get Rocked!                                                     | 1988 | 103 | —  | 66 | —  | 82 | 42 | 90 | LaToya                   |
| Such a Wicked Love                                                           | 1988 | —   | —  | —  | —  | —  | —  | —  | LaToya                   |
| You Blew                                                                     | 1988 | —   | —  | —  | —  | —  | —  | —  | LaToya                   |
| Bad Girl                                                                     | 1989 | —   | —  | —  | —  | —  | —  | —  | Bad Girl                 |
| Sexual Feeling                                                               | 1990 | —   | —  | —  | —  | —  | —  | —  | Bad Girl                 |
| You and Me                                                                   | 1990 | —   | —  | —  | 28 | —  | —  | —  | Bad Girl                 |
| Why Don't You Want My Love?                                                  | 1991 | —   | —  | —  | —  | —  | —  | —  | N.D.                     |
| Sexbox                                                                       | 1991 | —   | —  | —  | —  | 23 | —  | —  | No Relations             |
| Let's Rock the House                                                         | 1992 | —   | —  | —  | —  | —  | —  | —  | No Relations             |
| I Can't Help Myself                                                          | 1995 | —   | —  | —  | —  | —  | —  | —  | Stop in the Name of Love |
| Don't Break My Heart (with Tom Beser)                                        | 1998 | —   | —  | —  | —  | —  | —  | —  | N.D.                     |
| Just Wanna Dance                                                             | 2004 | —   | 13 | —  | —  | —  | —  | —  | Starting Over            |
| Free the World                                                               | 2004 | —   | 24 | —  | —  | —  | —  | —  | Starting Over            |
| Home                                                                         | 2009 | —   | —  | —  | —  | —  | —  | —  | N.D.                     |
| Feels Like Love                                                              | 2014 | —   | —  | —  | —  | —  | —  | —  | N.D.                     |
| Trouble                                                                      | 2015 | —   | —  | —  | —  | —  | —  | —  | N.D.                     |
| "—" indica singoli non pubblicati o non entrati in classifica in quel paese. |      |     |    |    |    |    |    |    |                          |

### Come artista ospite
| Titolo                                                      | Anno | Album               |
| ----------------------------------------------------------- | ---- | ------------------- |
| We Are the World (USA for Africa)                           | 1985 | We Are the World    |
| Feel like Dancin' (RuPaul featuring La Toya Jackson)        | 2014 | Born Naked (Deluxe) |
| Tehran (Andy featuring La Toya Jackson)                     | 2016 |                     |
| Let Me Know (B Howard featuring La Toya Jackson and Maffio) | 2018 |                     |

## Videografia
| Anno | Titolo                                                                             | Note |
| ---- | ---------------------------------------------------------------------------------- | --- |
| 1989 | La Toya Jackson: A Sizzling Spectacular! - Formato: VHS, Laserdisc, DVD            | - Pubblicato anche come Most Famous Hits: Live at Balleys. Concerto al Bally's Reno del 5 settembre 1989. |
| 1993 | La Toya Jackson: Live in Poland - Formato: DVD                                     | - Concerto al Festival internazionale della canzone di Sopot, Polonia, nel 1993.                          |
| 1993 | Step-Up Workout - Formato: DVD, VHS, Laserdisc                                     | - Video di esercizi di ginnastica aerobica.                                                               |
| 1998 | La Toya Jackson's Interactive Exotic Club Tour (A Hawaiian Fantasy) - Formato: DVD | - Intrattenimento per adulti. Spettacolo realizzato nel 1992.                                             |

## Filmografia
- Professione pericolo (The Fall Guy) – serie TV, episodio 4x19 (1985)
- 90210 – serie TV, episodio 4x18 (2012)
- L'ultimo Sharknado - Era ora! (The Last Sharknado: It's About Time), regia di Anthony Ferrante – film TV (2018)

## Televisione
| Anno      | Nome programma                | Note                                                                     |
| --------- | ----------------------------- | ------------------------------------------------------------------------ |
| 2007      | Armed & Famous                | Giuramento come poliziotta in una riserva a Muncie, Indiana, Stati Uniti |
| 2009      | Celebrity Big Brother         | Uscita 20º giorno                                                        |
| 2011      | The Celebrity Apprentice      | Uscita 8º episodio                                                       |
| 2013      | All-Star Celebrity Apprentice | Uscita 3º episodio                                                       |
| 2013-2014 | Life with La Toya             |                                                                          |
| 2019      | The Masked Singer             | È mascherata da aliena                                                   |

## Teatro
- Formidable (1992)
- Newsical (2013)

## Premi e riconoscimenti
- Nel 1985 La Toya Jackson vinse uno dei cinque Outstanding Song Awards ("Premi per le migliori canzoni") al World Popular Song Festival di Tokyo, Giappone, con il brano Baby Sister.
- È coautrice di Reggae Nights per il musicista reggae Jimmy Cliff, che ricevette una nomination per un Grammy Award per la "Migliore incisione reggae" nel 1986. Successivamente Jackson ne inserì una sua versione nell'album No Relations. Per Cliff scrisse anche Brown Eyes e American Sweet.
- Ricevette un omaggio dal Congresso degli Stati Uniti per la sua partecipazione alla competizione Beat It e per la campagna "Stay in School".[58]
- Le sue impronte digitali furono immortalate sulla Star Boulevard Walk of Fame di Amsterdam il 19 dicembre 1991, originariamente sita a Scheveningen.
- Le fu dedicato un dessert al Millions of Milkshakes a West Hollywood, il "La Toya Jackson Shake", fatto di fragole, lamponi e caramello ricoperti di panna montata e cioccolato a scaglie Cadbury.[59]